# Cái mặt không chơi được
Cái mặt không chơi được là một truyện ngắn khá nổi tiếng của Nam Cao (tên thật là Trần Hữu Tri), được viết trong giai đoạn sung sức nhất của nhà văn. Bên cạnh Cái mặt không chơi được, trong thời gian này (1941–1944) cũng chứng kiến sự nở rộ những sáng tác "để đời" của Nam Cao như Trẻ con không được ăn thịt chó, Bài học quét nhà, Những chuyện không muốn viết v.v.
Đây là tác phẩm được Nam Cao sử dụng tên khai sinh của chính mình trong tên nhân vật chính xưng "tôi", nhân vật có tên là Tri. Theo Tô Hoài, nhân vật Sen trong tác phẩm lại là hóa thân của Tô Hoài, người bạn tác giả, vốn mang tên thật là Nguyễn Sen. Như độc giả thấy, nội dung câu chuyện với những tình tiết như ngồi viết văn, học trường Thành Chung, làm thư ký cho một hiệu may ở Sài Gòn, lấy vợ nông dân, tiết lộ thân phận tác giả và khiến tác phẩm được đọc như một tiểu sử của chính bản thân tác giả.

## Tóm tắt tác phẩm
Ngay đầu tác phẩm, trong một ngữ cảnh khi đang ngồi viết cùng với nhau, nhân vật Sen chẳng biết ý nghĩ nào xui khiến khi nhìn Tri, đã thốt lên: Này! Tri ạ, cái mặt anh trông thế nào ấy. Quả thực không chơi được!. Câu nói mở đầu tác phẩm là một chủ điểm để kết cấu tác phẩm, theo dòng suy tưởng của nhân vật Tri, đã tái hồi những kỷ niệm quá khứ trước đó khi Tri còn thơ ấu và tiếp tục với cả những sự kiện đến trong tương lai với nhiều người khác đã đi qua cuộc đời Tri, và rất nhiều con người đó cũng từng nhìn thấy ở khuôn mặt Tri một cái gì đó thật khó tả, khó chơi.
Sau những câu mở đầu tác phẩm của nhân vật Sen, thêm một lần nữa khi Sen kể lại những câu nói của Đa, một họa sĩ cùng quận với Tri, đã nói như một sự khẳng định: Tôi vừa gặp anh Đa. Tôi rủ anh Đa đến chơi với anh. Nhưng Đa từ chối. Anh ấy bảo tôi: anh ấy sợ Tri lắm. Trông cái mặt Tri... không chơi được. Đa hỏi tôi mãi: Tri làm sao thế? Hay là Tri không thích đùa? Mặt hắn có một cái gì khó tả!.
Ký ức dội về đối với Tri còn đi xa hơn, quay trở lại lần lượt với chuyện khi 7–8 tuổi đầu trọ học tại nhà dì, con dì tên là Đức đã truyền đạt lại lời của một cậu bạn tên Kình nhận xét về Tri: Nhưng nó bảo trông mày... làm sao ấy. Nó không thích mày. 10 năm về sau, khi Tri đã gần ở tuổi đôi mươi, nhân vật Đức lại truyền đạt lời của một cô gái hàng xóm, tên Nhung, con bà Thụy Thành, bạn của bà dì Tri, là người mà Tri thầm yêu trộm nhớ: Không hiểu sao Nhung nó sợ Tri lắm nhé. Nó bảo nó không dám hỏi Tri. Trông Tri... thế nào!.
Rồi một năm nữa, khi Tri đã tốt nghiệp thành chung, vào Nam kiếm việc làm ở một hiệu may. Trải qua vài mối tình không may mắn khiến Tri trở nên chín chắn hơn, mong muốn tìm người xe tơ kết tóc. Trong nỗ lực "chiếm lòng" một người con gái tên Bình, Tri đã dự định thổ lộ tình cảm và "có ý dùng cái nhìn thay lời nói". Nhưng Bình đã sửng sốt nhìn khuôn mặt Tri và thốt lên với nhân vật tên Bảy Huế: Ăn Bảy, ăn Bảy! Nè. Dậy coi ăn Ba Trí, ăn ngó tôi nè! Coi kỳ góa heng!. Câu nói của Bình đã khiến mặt Tri nóng rực, hổ thẹn và chạy trốn, nhưng không biết về đâu.
Những ám ảnh vì nhận xét của mọi người đối với khuôn mặt Tri khiến nhân vật tưởng như suốt đời không gặp được thiện cảm của người đời, càng không dám mơ tưởng tình yêu, và Tri buộc phải than lên một cách thật sầu não: Hỡi Thượng đế mà người ta đồn là rất công bình và chỉ làm toàn những điều nhân, sao Ngươi lại cho tôi một cái mặt tai hại cho tôi đến thế? Một cái mặt... nó thế nào! Ai chỉ gặp tôi có một lần cũng phải có một cảm tưởng khó chịu về tôi, mặc dù tôi gặp ai cũng cố làm mình không đến nỗi là một thằng đáng ghét... Chao ôi, chao ôi thế thì tôi còn biết làm sao bây giờ! Sinh ra cái mặt tôi là giời. Tuy vậy, khi trở ra Bắc, Tri đã lấy vợ theo lời mẹ. Theo nhận xét của Tri về thái độ của vợ trong những năm tháng đầu tiên chung sống cho thấy hình như y cũng nhận thấy cái mặt tôi làm sao ấy. Bởi mấy tháng đầu tôi thấy y buồn bã. Tôi cũng buồn. Nhưng rồi cũng quen đi. Cái gì lâu mà lại chẳng quen? Kể cả một cái mặt không chơi được, và khi cô gái nhà quê mà Tri gọi là vợ ấy mỉm cười, thì Tri đã gần như ngất đi vì cảm nhận được sự hiện hữu của tình yêu và hạnh phúc giản dị đến bất ngờ. Tri đã muốn vừa chạy vừa kêu lên như một nhà bác học: Tôi đã thấy! Tôi đã thấy, tôi đã thấy người tình của tôi đây rồi.

## Đặc điểm nghệ thuật
Tác phẩm sử dụng thủ pháp dòng ý thức để xây dựng kết cấu, và rất phổ biến như một giọng điệu nghệ thuật của tác giả đã từng xuất lộ trong nhiều truyện ngắn khác, tác phẩm dùng nhiều độc thoại nội tâm.